# Balleroy
Balleroy é uma ex-comuna francesa na região administrativa da Normandia, no departamento de Calvados. Estendeu-se por uma área de 4,23 km². Em 2010 a comuna tinha 1 471 habitantes (densidade: 347,8 hab./km²).
Em 1 de janeiro de 2016 foi fundida com a comuna de Vaubadon para a criação da nova comuna de Balleroy-sur-Drôme.